# Chimarra armata
Chimarra armata är en nattsländeart som beskrevs av Jacquemart 1961. Chimarra armata ingår i släktet Chimarra och familjen stengömmenattsländor. Inga underarter finns listade i Catalogue of Life.